# Yves Laplace

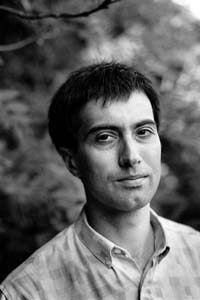
Yves Laplace (1989)

Yves Laplace (* 23. Mai 1958 in Genf) ist ein Schweizer Schriftsteller.

## Leben
Yves Laplace ist der ältere Bruder des Schriftstellers Benoît Damon (bürgerlich Serge Laplace). Er hat zahlreiche Bücher, vor allem Romane und Theaterstücke, aber auch Essays veröffentlicht. Daneben arbeitet er als Lehrer, Literaturkritiker, Fotograf und Fussballschiedsrichter.
Laplace ist Mitglied des Vereins Autorinnen und Autoren der Schweiz (AdS) und lebt in Bellevue GE.

## Auszeichnungen
- 1989: Einzelwerkpreis der Schweizerischen Schillerstiftung
- 1992: Prix Michel Dentant
- 2001: Prix Pittard de l’Andelyn
- 2015: Prix Alice Rivaz
- 2016: Schweizer Literaturpreis für Plaine des héros[1]

## Werke
- Le Garrot. Roman. Lattès, Paris 1977
- Lahore. Roman. Lattès, Paris 1978
- Sarcasme ou un Homme exemplaire. Edilig, Paris 1984
- Un Homme exemplaire. Roman. Éditions du Seuil, Paris 1984
  - Ein vorbildlicher Mann. Deutsch von Markus Hediger. Nachwort von Jürg Altwegg. Lenos, Basel 1994, ISBN 3-85787-232-2
- Mes chers enfants. Roman. Éditions du Seuil, Paris 1985
- Nationalité française. Éditions du Seuil, Paris 1986
- Fils de perdition. Roman. Éditions du Seuil, Paris 1989
- Staël: communauté européenne; Trois soldats: simple pochade. Éditions du Seuil, Paris 1989
- On. Roman. Éditions du Seuil, Paris 1992
- Feu Voltaire suivi de Maison commune et Du bon usage des auteurs vivants. Éditions Théâtrales, Paris 1993
- Nos Fantômes. L’affaire Mahomet: mascarade. Éditions Zoé, Genf 1994
- La Réfutation. Éditions du Seuil, Paris 1996
- L’Âge d’homme en Bosnie. Petit guide d’une nausée suisse. Éditions d’en bas, Lausanne 1997
- Considérations salutaires sur le désastre de Srebrenica. Éditions du Seuil, Paris 1998
- L’Usage du football. Éditions Zoé, Genf 1999
- Les hautes œuvres. Trois apprentissages. Stock, Paris 2001
- L’Inséminateur. Stock, Paris 2001
- Kennel club. Éditions Comp’Act, Chambéry 2001
- Les dépossédés. Bosnie, Liban: inventaire d’après-guerres (mit Valérie Frey). Stock, Paris 2001
- Un mur cache la guerre. Roman. Stock, Paris 2003
- L’Homme exemplaire. Roman. Stock, Paris 2004
- L’Original. Roman. Stock, Paris 2004
- Outrages. Éditions Métropolis, Genf 2005
- Butin. Roman. Stock, Paris 2006
- Les Larmes d’Arshavin. Retour de l’Eurofoot. Éditions de l’Aire, Vevey 2009
- Guerre et lumières. Pièces choisies 1984–2010. Campiche, Orbe 2011
- Reprise: de Sarajevo à Srebrenica vingt ans plus tard. Éditions d’en bas, Lausanne 2015
- Plaine des héros. Roman. Fayard, Paris 2015
- L’Exécrable. Roman. Fayard, Paris 2020